# Nerthus

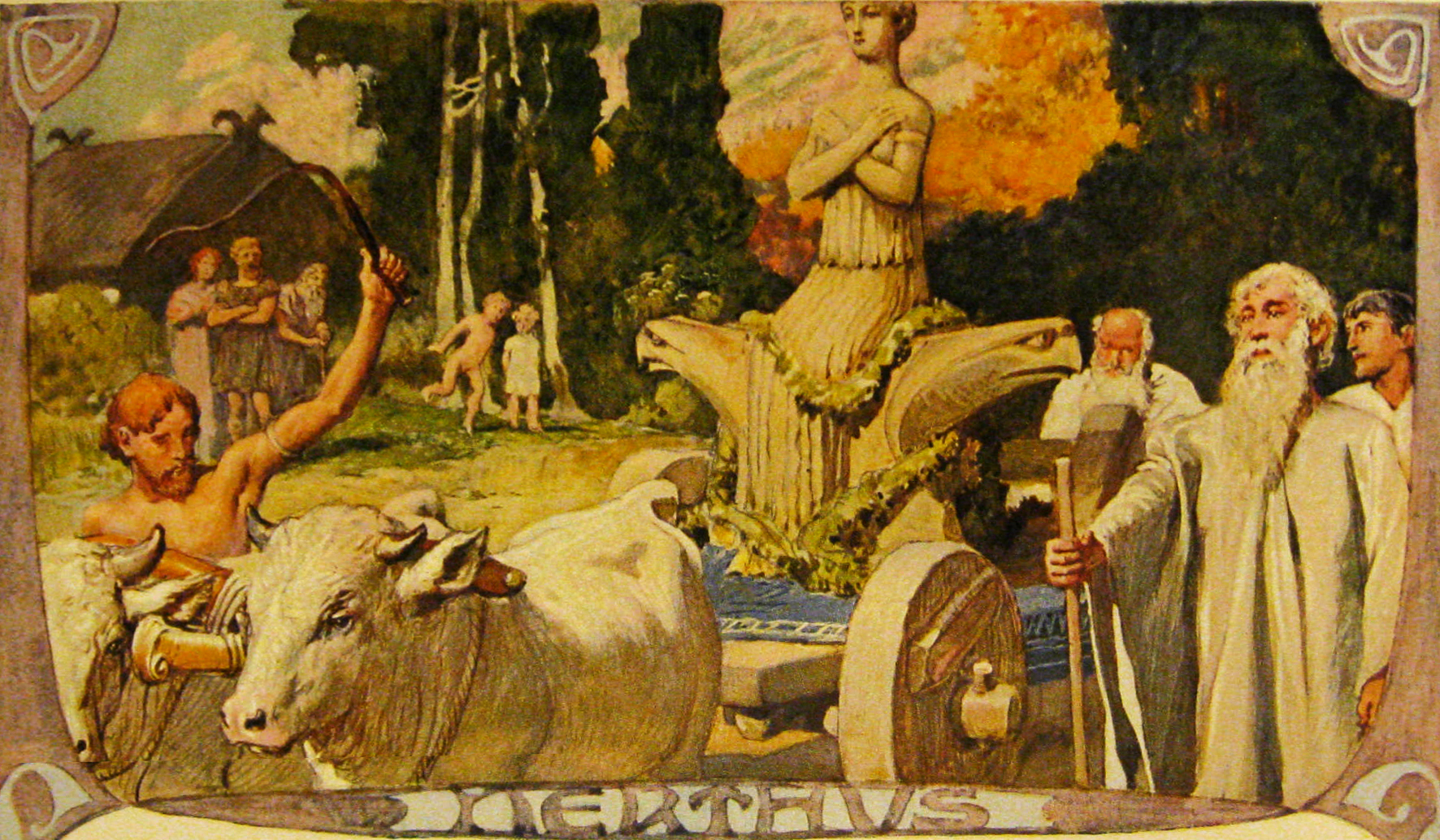
Jízda bohyně Nerthus na ilustraci Emila Doeplera, cca 1905

Nerthus je germánská bohyně, která byla ctěna svébskými kmeny. Jediná zmínka o Nerthus pochází z počátku 2. století z díla Germania římského historika Publia Cornelia Tacita. Ten uvádí že svébské kmeny Reudingi, Aviones, Anglii, Varini, Eudoses, Suarini a Nuitones sídlící u Baltu uctívají bohyni jménem Nerthus, kterou ztožňuje s Terrou Mater. Píše o ní toto:
| „ | Na jednom ostrově v oceánu je posvátný háj a v tom háji je vůz věnovaný bohyni, přikratý přehozem. Dotknout se ho je dovoleno jen knězi. Ten pozná, kdy je bohyně uvnitř, zapřáhne do vozu krávy a s velkou uctivostí provází bohyni na cestě. Tenkrát jsou dny plné radosti, slaví se svátky na místech, která bohyně poctí svým příjezdem a svým pobytem. Nezačínají se války, neberou se do ruky zbraně; je zavřeno všechno železo. Jen tak dlouho je však znám mír a pokoj, jen tak dlouho milován, dokud týž kněz neodveze bohyni zpátky do chrámu, když už má styku s lidmi dost. Pak je povoz, přehoz a božstvo samo (chceš-li, veř tomu) omýváno v tajemném jezeře. Tuto službu konají otroci a totéž jezero je pak okamžitě pohltí. Odtud tajemná hrůza a svatá nevědomost o podstatě tajemství, jež vidí jen lidé odcházející na smrt. | “ |

## Hypotézy
Germánská podoba jména pravděpodobně zněla Nerthuz, čemuž odpovídá jméno severského boha moře Njörða. Rozdílnost pohlaví těchto dvou postav vysvětluje Jaan Puhvel s odkazem na mýtus o námluvách Njörða a Skadi. Obryně Skadi si v něm podle nohou vybírá manžela jako odškodnění za zabití svého otce bohy a zároveň vystupuje jako bohyně spojená s lovem, lučištnictvím, lyžováním a horami. Skadi pak spojuje s bohem Ullem, taktéž lučištníkem a lyžařem, za jehož pragermánské jméno považuje Wulthanaz. Původně se tedy mohlo jednat o pár bohyně země a vody a boha zimní oblohy.
Puhvel též upozorňuje na paralelu s Freyem, který ve společnosti ženské průvodkyně také absolvoval pouť v krytém voze a jemuž byly v Uppsale obětováni lidem vhozením do studny.